# درمان یالوم
درمان یالوم یک فیلم مستند است که در سال ۲۰۱۴ توسط کارگردان سوییسی ساخته شد. این فیلم بر اساس زندگیِ روان‌درمانگر امریکایی اروین د. یالوم ساخته شده است.